# Jimmie Simpson

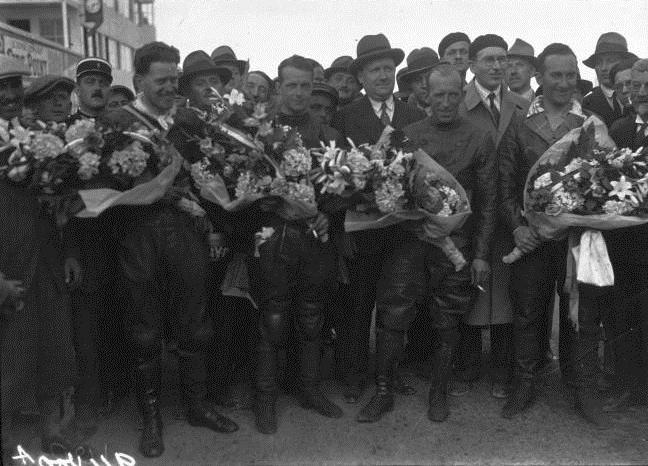
Die Sieger des 13ème Grand Prix de l’UMF im Jahr 1932: Eric Fernihough, Leo Davenport, Jimmie Simpson und Stanley Woods (v. l. n. r.).

Jimmie H. Simpson (* 15. Juni 1898; † 1981) war ein britischer Motorradrennfahrer.
Simpson war lange Jahre Werksfahrer, zuerst bei A.J.S. und später bei Norton und einer der erfolgreichsten Rennfahrer vor dem Zweiten Weltkrieg.

## Charakteristika
Jimmie Simpsons Fahrstil galt als äußerst brutal und materialmordend. Bei vielen Rennen setzte er sich meist früh in Führung. Oft gewann er mit großem Vorsprung, genau so oft fiel er aber auch mit technischen Defekten aus, da seine Fahrweise für die Maschinen der damaligen Zeit zu anspruchsvoll war. Besonders bei der Isle of Man TT, dem damals wichtigsten Rennen überhaupt, wurde dies sehr oft deutlich. Simpson war jeweils der erste Fahrer der TT-Geschichte, der den Snaefell Mountain Course mit Durchschnittsgeschwindigkeiten von 60 mph (97 km/h), 70 mph (113 km/h) und 80 mph (129 km/h) umrundete, ging aber dennoch aufgrund seines steten Rennpechs als „Unlucky Jim“ („Unglücklicher Jim“) in die Geschichte des Rennens ein.
Aufgrund seiner vielen Rundenrekorde wird ihm zu Ehren bei der Isle of Man TT die Jimmy Simpson Trophy ausgelobt. Diese gewinnt jährlich derjenige Fahrer, der die absolut schnellste Runde einer TT-Woche fährt.

## Karriere

### Anfänge
Jimmie Simpson nahm im Jahr 1922 erstmals an der Isle of Man TT teil. Er startete im Senior-Rennen, der 500-cm³-Klasse, auf einer Scott und schied bereits nach einer halben Runde mit einem Schaden am Tank seiner Maschine aus.

### Werksfahrer bei A.J.S. (1923–1928)
Im Jahr 1923 wechselte er zu A.J.S. Simpsons erster TT-Einsatz für den Hersteller aus Wolverhampton beim Junior-Rennen (350 cm³) desselben Jahres war sehr typisch für ihn. Er stellte mit einer Durchschnittsgeschwindigkeit von 59 mph einen neuen Rundenrekord in seiner Klasse auf und führte das Rennen mit über einer Minute Vorsprung an, als der durch einen Sturz ausschied.
Auch 1924 konnte er sowohl im Junior- als auch im Senior-Rennen nicht beenden. Bei der Motorrad-Europameisterschaft 1924, der ersten in der Geschichte des Motorradsports überhaupt, die im Rahmen des Großen Preises der Nationen am 6. September 1924 auf dem Circuito di Milano im italienischen Monza ausgetragen wurde, gewann Simpson vor den Einheimischen Isacco Mariani und Mario Saetti den 350-cm³-Lauf und wurde damit erster Europameister der Geschichte in dieser Kategorie. Dies war gleichzeitig sein erster großer Sieg auf dem europäischen Festland.
Im Jahr 1925 bestritt Jimmie Simpson neben der 350er- und der 500er-TT auf der Isle of Man auch das Gespann-Rennen, das er als Fünfter abschloss. Im Junior-Lauf wurde er Dritter, in der Halbliterklasse schied er wiederum aus. Im Juli des Jahres gewann der Brite auf einer Sunbeam das 500-cm³-Rennen um den 6ème Grand Prix de l’UMF in Montlhéry.
1926 feierte Simson auf A.J.S. mit Rang zwei hinter Alec Bennett im Junior-Rennen die bis dahin beste TT-Platzierung seiner Laufbahn. Wenig später gewann er in Spa-Francorchamps vor dem Österreicher Rupert Karner (Sunbeam) und dem Iren Stanley Woods (Norton) den Halbliterlauf um den Großen Preis von Belgien und krönte sich damit zum ersten und einzigen Mal in seiner Karriere zum 500-cm³-Europameister. Im August siegte Simpson außerdem auf der Berliner AVUS beim 350er-Rennen um den erst zum zweiten Mal ausgetragenen Großen Preis von Deutschland.
Die Saison 1927 war die bis dahin erfolgreichste in Jimmy Simpsons Karriere. Er gewann auf dem erst wenige Wochen zuvor eröffneten Nürburgring den 350er-Lauf um den Großen Preis von Deutschland, der in diesem Jahr gleichzeitig EM-Lauf war, und wurde damit vor Landsmann Frank Longman zum zweiten Mal zum Europameister in dieser Klasse. Wenig später siegte der Brite auch beiden 350-cm³-Rennen um die Großen Preise von Belgien, der Schweiz und Österreich.
Zwischen seinen Renneinsätzen arbeitete Jimmy Simpson als Testfahrer für die Straßenmaschinen von A.J.S. Seine Philosophie dabei war einfach aber wirksam. Durch einen äußerst brutalen Fahrstil legte er schonungslos die Schwächen einer jeden Maschine offen. Bis einschließlich 1928 bestritt Simpson für den Hersteller aus Wolverhampton insgesamt zwölf TT-Rennen, kam dabei aber nur vier Mal ins Ziel. Seine beste Platzierung war Rang zwei im Junior-Rennen 1926.

### Norton-Werkspilot (ab 1929)
Im Jahr 1929 wechselte Jimmy Simpson zu Norton. In der ersten Saison für den Hersteller blieb ihm sein TT-Pech treu. Sowohl im Junior-, als auch im Senior-TT-Rennen schied er aus. 1930 verhinderte er durch seinen dritten Rang im verregneten 500er-Lauf einen Dreifachsieg von Rudge. Am 31. August des Jahres gewann Simpson mit dem Sieg beim Halbliterlauf um den erstmals ausgetragenen Großen Preis von Schweden in Saxtorp seinen ersten internationalen Sieg für den Hersteller aus Birmingham.
Ab dem Jahr 1931 verfügten die Norton-Einzylinder-Viertaktmaschinen über einen Grad an Zuverlässigkeit, der dem ihrer Schnelligkeit gleichkam und der sie bis zum Zweiten Weltkrieg die großen Klassen bis 350 und bis 500 cm³ teilweise nach Belieben dominieren ließ. Im Senior-TT-Lauf des Jahres umrundete Simpson als erster Fahrer überhaupt den Snaefell Mountain Course mit einer Durchschnittsgeschwindigkeit von über 80 mph (129 km/h), schied aber später erneut aus und musste den Sieg seinem Teamkollegen Percy Hunt überlassen. Den Großen Preis von Schweden konnte er erneut in der 500er-Kategorie gewinnen.
In der Saison 1932 komplettierte Jimmy Simpson als Dritter des Senior-TT-Rennens hinter Stanley Woods und Jimmie Guthrie einen Norton-Dreifachsieg. Im Junior-Lauf schied er aus. Auf dem europäischen Festland gewann er die 350-cm³-Läufe um den Grand Prix der U.M.F. in Reims und den Großen Preis von Belgien in Spa-Francorchamps.
1933 wurde Simpson bei der Senior-TT Zweiter hinter Teamkollege Woods. Nach einem Sieg im 350er-Lauf um den Großen Preis der U.M.F gewann der Brite auch das 350er-Rennen um den Großen Preis von Schweden in Saxtorp, bei dem die Motorrad-Europameisterschaft 1933 ausgefahren wurde. Er setzte sich gegen seinen schottischen Teamgefährten Jimmie Guthrie durch und gewann damit den dritten 350er-EM-Titel seiner Karriere.

### Erfolgreichste Saison und Karriereende (1934)
Bereits vor der Saison 1934 entschied sich Jimmy Simpson dazu, seine von einigen schweren Unfällen geprägte aktive Laufbahn am Jahresende zu beenden. Was folgte, war die erfolgreichste Saison seiner Karriere. Sowohl in der Junior- als auch in der Senior-TT wurde er Zweiter hinter Jimmie Guthrie. Im Rennen der Lightweight-Kategorie (250-cm³-Klasse) konnte Simpson auf einer Rudge gegen seine Markenkollegen Ernie Nott und Graham Walker durchsetzen. Er stellte obendrein noch einen neuen Rundenrekord für diese Klasse auf und bescherte dem Hersteller aus Coventry den letzten Sieg in seiner Geschichte auf der Isle of Man.
In den folgenden Wochen gelangen Simpson auf Norton fünf weitere Grand-Prix-Siege. Er gewann das 350er-Rennen bei der Dutch TT auf dem Circuit van Drenthe im niederländischen Assen, bei dem die EM 1934 ausgefahren wurde, und somit die vierte 350er-Europameisterschaft seiner Karriere. Am folgenden Wochenende folgte der Sieg beim 350-cm³-Lauf um den Großen Preis von Deutschland auf dem Badberg-Viereck in Hohenstein-Ernstthal. Eine Woche später gewann Simpson die 350er- und 500er-Rennen beim Großen Preis der Schweiz in Bremgarten und am folgenden Wochenende siegte er zum insgesamt dritten Mal beim 350er-Lauf um den Grand Prix von Belgien. Zum Saisonabschluss gewann Jimmie Simpson im August auch noch das 350-cm³-Rennen beim Ulster Grand Prix in Nordirland.
Nach dem Ende seiner aktiven Laufbahn blieb Jimmie Simpson dem Rennsport und der TT als Mitglied der Rennsportabteilung des Mineralölkonzerns Shell verbunden.

### Bilanz
In seiner 13 Jahre andauernden Laufbahn gewann Jimmie Simpson fünf EM-Titel und war damit der erfolgreichste Fahrer der Europameisterschaft vor dem Zweiten Weltkrieg. Mit vier Titeln in der 350er-Klasse ist er der erfolgreichste Pilot der EM-Geschichte in dieser bis 1948 ausgetragenen Kategorie.
Bei den großen nationalen Grands Prix auf dem europäischen Kontinent gelangen Simpson etwa 20 Siege. An der Isle of Man TT nahm der Brite insgesamt 26 mal teil, konnte dabei aber nur einen Sieg feiern.

## Statistik

### Erfolge
- 1924 – 350-cm³-Europameister auf A.J.S.
- 1926 – 500-cm³-Europameister auf A.J.S.
- 1927 – 350-cm³-Europameister auf A.J.S.
- 1933 – 350-cm³-Europameister auf Norton
- 1934 – 350-cm³-Europameister auf Norton

Isle-of-Man-TT-Siege
| Jahr | Klasse                | Maschine | Durchschnittsgeschwindigkeit |
| ---- | --------------------- | -------- | ---------------------------- |
| 1934 | Lightweight (250 cm³) | Rudge    | 70,81 mph (113,96 km/h)      |

### Rennsiege
(gefärbter Hintergrund = Europameisterschaftslauf)
| Jahr | Klasse  | Maschine | Rennen                            | Strecke                |
| ---- | ------- | -------- | --------------------------------- | ---------------------- |
| 1924 | 350 cm³ | A.J.S.   | III. Großer Preis der Nationen    | Monza                  |
| 1925 | 500 cm³ | Sunbeam  | 6ème Grand Prix de l’UMF          | Montlhéry              |
| 1926 | 500 cm³ | A.J.S.   | VI. Großer Preis von Belgien      | Spa-Francorchamps      |
| 1926 | 350 cm³ | A.J.S.   | II. Großer Preis von Deutschland  | AVUS                   |
| 1927 | 350 cm³ | A.J.S.   | IV. Großer Preis der Schweiz      | Genf                   |
| 1927 | 350 cm³ | A.J.S.   | III. Großer Preis von Deutschland | Nürburgring            |
| 1927 | 350 cm³ | A.J.S.   | VII. Großer Preis von Belgien     | Spa-Francorchamps      |
| 1927 | 350 cm³ | A.J.S.   | I. Großer Preis von Österreich    | Vösendorf              |
| 1930 | 500 cm³ | Norton   | Großer Preis von Schweden         | Saxtorp                |
| 1931 | 500 cm³ | Norton   | Großer Preis von Schweden         | Saxtorp                |
| 1932 | 350 cm³ | Norton   | 13ème Grand Prix de l’UMF         | Circuit de Reims-Gueux |
| 1932 | 350 cm³ | Norton   | XII. Großer Preis von Belgien     | Spa-Francorchamps      |
| 1933 | 350 cm³ | Norton   | 14ème Grand Prix de l’UMF         | Dieppe                 |
| 1933 | 350 cm³ | Norton   | Großer Preis von Schweden         | Saxtorp                |
| 1934 | 350 cm³ | Norton   | X. Dutch TT                       | Circuit van Drenthe    |
| 1934 | 350 cm³ | Norton   | IX. Großer Preis von Deutschland  | Badberg-Viereck        |
| 1934 | 350 cm³ | Norton   | XI. Großer Preis der Schweiz      | Bremgarten             |
| 1934 | 500 cm³ | Norton   | XI. Großer Preis der Schweiz      | Bremgarten             |
| 1934 | 350 cm³ | Norton   | XIV. Großer Preis von Belgien     | Spa-Francorchamps      |
| 1934 | 350 cm³ | Norton   | XIII. Ulster Grand Prix           | Clady Circuit          |